# هوانگ یی-هوا

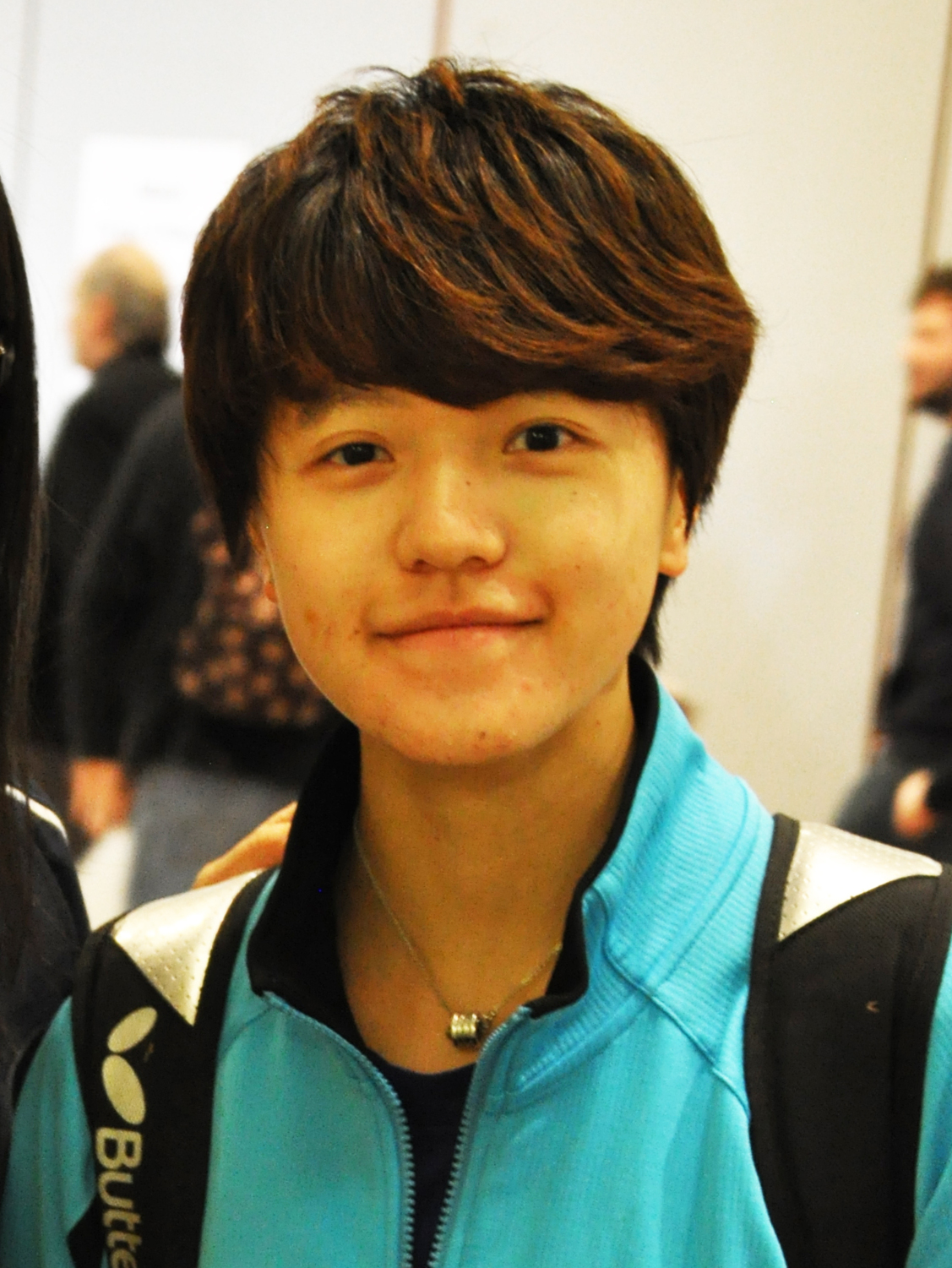
هوانگ یی-هوا در سال ۲۰۱۲

هوانگ یی-هوا (انگلیسی: Huang Yi-hua؛ زادهٔ ۲۰ ژوئیهٔ ۱۹۸۴) یک بازیکن تنیس روی میز اهل تایوان است.